# Nora Schütz Minorovics

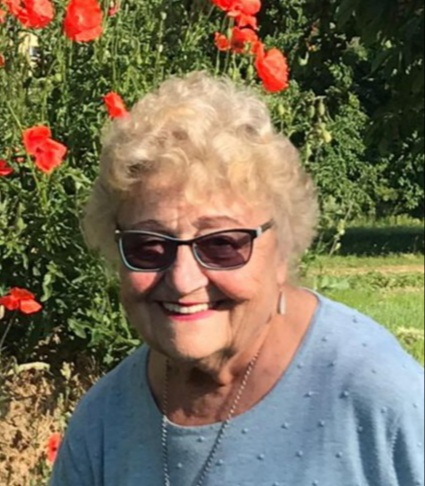
Nora Schütz Minorovics

Nora Schütz Minorovics (* 16. Februar 1934 in Timișoara, Königreich Rumänien) ist eine deutsche Malerin und Grafikerin.

## Leben
Nach ihrem Abitur 1952 studierte Nora Schütz Minorovics von 1952 bis 1954 Mathematik und Physik an der Babeș-Bolyai-Universität Cluj. 1955 bis 1961 studierte sie Malerei, Grafik, Foto und Film in Bukarest bei Wilfried Ott. 1962 wurde sie Mitglied im Verein Bildender Künstler Rumäniens. 1962 bis 1967 lehrte sie Foto-, Film- und Kunstgeschichte in Eisenmarkt, Rumänien. 1982 übersiedelte sie in die Bundesrepublik Deutschland. Seit 1984 ist sie Mitglied im Kunstverein Gundelfingen, Deutschland. Ab 1985 bereiste sie zu Studienzwecken wiederholt die USA (Arizona), sowie Frankreich (Provence) und Spanien.

## Werk
Am Anfang ihrer Karriere schuf sie meistens impressionistisch inspirierte Landschaftsbilder in Öl-Spachtel-Technik, später symbolische Grafiken. Danach schuf sie schwarz-weiße Tusche-Bilder auf großformatigem Japan-Papier (anfangs symbolischen, später abstrakten Merkmals).
Charakteristisch für Nora Schütz Minorovics ist das ständige Experimentieren, die Suche nach neuen Ausdrucksformen, individuellen Lösungen. So zum Beispiel die 3-Dimensionalen Zyklen die seit Anfang der 1960er Jahre mit musikalischem Hintergrund und in Bewegung, als Happening projiziert werden. Die Stadt Herbolzheim, in der sie lebt und arbeitet, ehrte 2008 Nora Schütz Minorovics für ihr Lebenswerk mit dem nach ihr benannten „Nora-Saal“ im historischen Torhaus. In ständigen Wechselausstellungen sind hier ihre Bilder zu sehen.

### Arbeiten in öffentlichen Sammlungen (Auswahl)
- Städtisches Museum Reșița, Rumänien
- Museum für Bildende Kunst Cluj-Napoca, Rumänien
- Jesús Soto Museum of Modern Art, Venezuela
- Stadt Detroit, USA
- Stadt Herbolzheim, Deutschland
- Gemeinde Rust, Deutschland

### Einzelausstellungen (Auswahl aus über 204)
- 1967–1980 in Städtischen Galerien aller Großstädte Rumäniens
- 1980 Jesús Soto Museum, Ciudad Bolívar, Venezuela
- 1982 International Institute of Arts, Detroit, USA
- 1982 Kulturamt der Stadt Freiburg, Deutschland
- 1984 L.D.S. Hallen Malmö, Schweden
- 1987 Kunsthalle Budapest, Ungarn
- 1994 Katholische Akademie Freiburg, Deutschland
- 2002 Kulturzentrum der Rumänischen Botschaft in Wien, Österreich
- 2006 Städtische Galerie Herbolzheim, Deutschland
- 2008 Deutsch-Amerikanisches Institut Freiburg, Deutschland
- Jährlich im Torhaus Herbolzheim
- 2010 und 2014 Städtisches Museum Herbolzheim (Margarethen-Kapelle)

### Gruppenausstellungen
- 1988 Kunsthalle Kaiserslautern, Sickingen-Kunstpreis
- 1989 Europäische Kunstausstellung Straßburg, Frankreich
- 1989 Internationale Kunstausstellung des Kulturamtes Freiburg
- 1991 Bundesweite Kunstausschreibung Radolfzell, Deutschland
- 1992 Europäischer Frühlingssalon Luxemburg
- 1993 Internationaler Kunstsalon Budapest, Ungarn
- 1993 Rathaus Nürnberg, Deutschland
- 1995 Stadtgalerie Budapest, Ungarn
- 1997 Internationaler Kunstsalon Budapest, Ungarn
- 2005 Städtische Galerie Herbolzheim, Deutschland
- 2019 Regards d’artistes sur l’avenir – Meckelhalle Sparkasse Freiburg

## Auszeichnungen
- 1973 Einzelpreis der Jury, Nationales Festival der didaktischen Kurzfilme, Sibiu (Hermannstadt), Rumänien
- 1977 Diplom II. für Bildende Kunst, Rumänien
- 1982 Ehrennadel mit Anerkennungsurkunde der Stadt Detroit, Michigan, USA
- 1987 4. Preis der bundesweiten Kunstausschreibung behinderter Künstler, Radolfzell Deutschland
- 2004 Medaille der Stadt Herbolzheim für künstlerische Tätigkeit.